# Lange Nieuwstraat 38–40

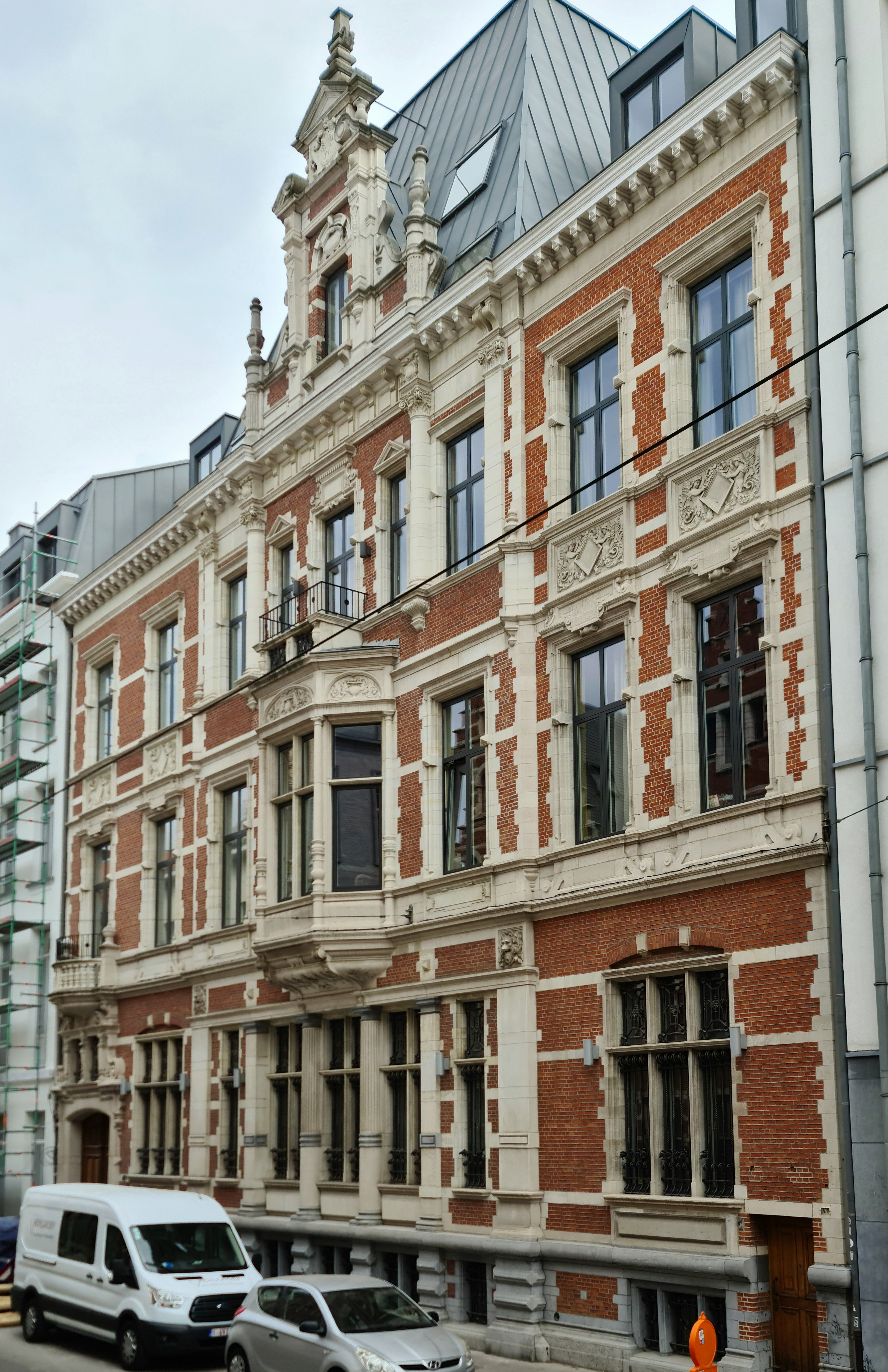
Lange Nieuwstraat 38–40 in Antwerpen (von Westen)

Das Gebäude Lange Nieuwstraat 38–40 ist ein großes von 1886 bis 1889 im flämischen Neomanierismusstil errichtetes Herrenhaus im Antwerpener Altstadtviertel Meir (das nach der breiten Haupteinkaufsstraße benannt ist). Das noble Wohngebäude steht unter Denkmalschutz.

## Geschichte
Errichtet wurde das monumentale, schon fast einem Adelspalais gleichkommende Herrenhaus, als repräsentativer Wohnsitz für Joseph van Put und dessen Ehefrau Elisabeth Spruyt von 1886 bis 1889. Die Architekten Leonhard und Henri Blomme lieferten die Pläne dazu. Joseph van Put war zusammen mit seinem Bruder Emile Inhaber der Getreidehandels-Firma JC Van Put & Cie, deren Vater Jozef Cornelis van Put der Firmengründer und Bürgermeister von Antwerpen war.
Ab 1920 diente das Gebäude der 1903 gegründeten „Société hypothécaire Belgie“, aus der die Ippa Bank hervorging als Firmensitz. Anschließend wurde es von 1990 bis 2006 als Polizeistation der Zone West verwendet; die AG Vespa, welche die Immobilien der Stadt Antwerpen verwaltet, verkaufte die Liegenschaft 2007 an den Brüsseler Projektentwickler Beldimmo, der das höchste Gebot abgegeben hatte, und es von 2010 bis 2014 in zwanzig Luxuswohnungen und eine Bürofläche im Erdgeschoss umbauen ließ.

## Beschreibung

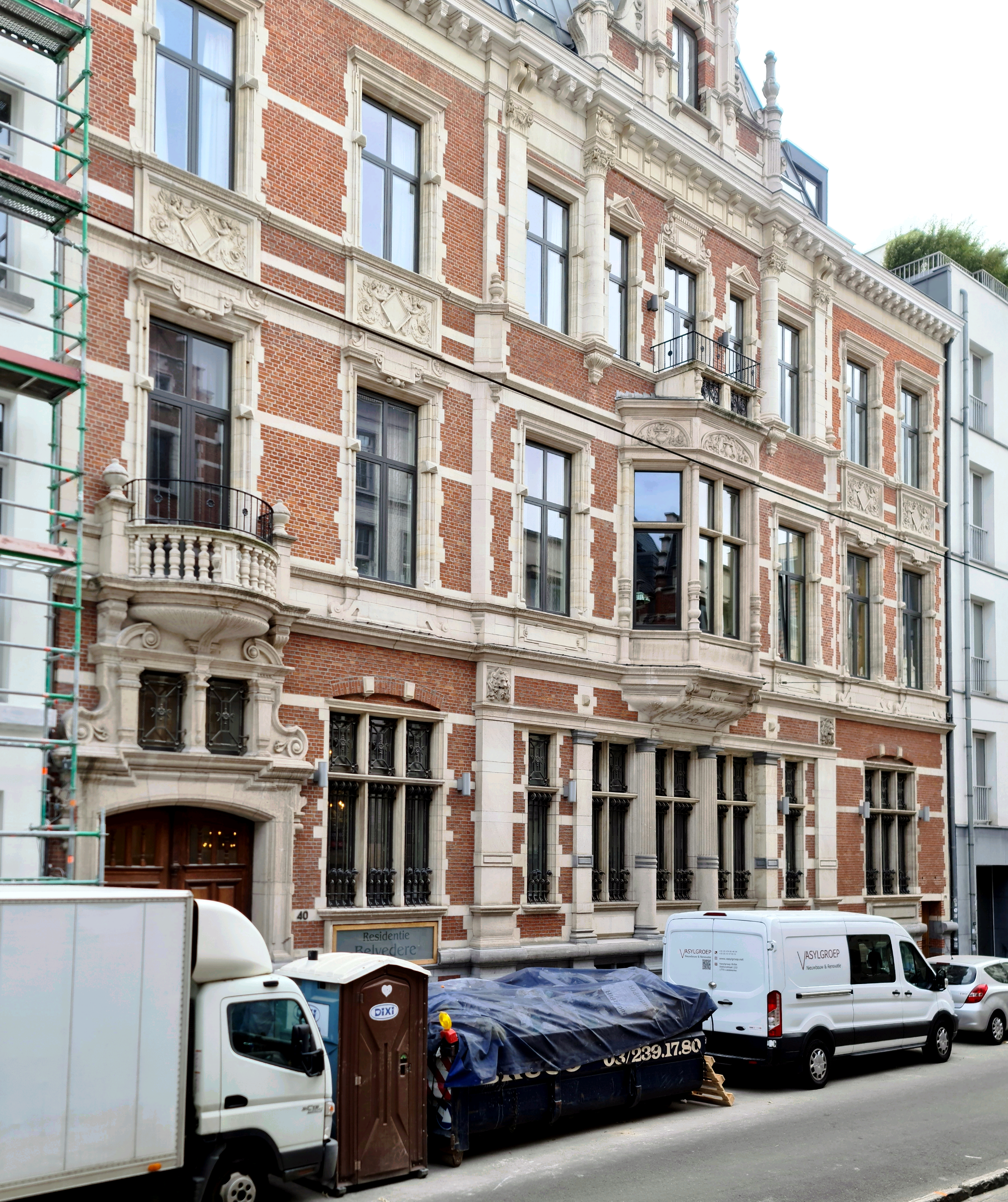
Lange Nieuwstraat 38–40 in Antwerpen (von Osten)

Die dreigeschossige 24 Meter lange Fassade mit 9 Fensterachsen ist reich mit Stuckaturen und sandsteinfarbenen Rahmungen und Fenstereinfassungen aus Naturstein, die in Kontrast zu den roten Backsteinen steht. Ein polygonaler Erker betont die Mitte des ersten Obergeschoss, darüber befindet sich in der Dachzone ein schmaler hochaufragender, reich gestalteter Mittelgiebel. Durch das in der östlichsten Fensterachsen platzierte Portal mit zwei Oberlichtern betritt man das Herrenhaus. Darüber ist ein halbrunder mit Balustern verzierter Balkon angebracht.